# ذا ريد 2: بيراندال
ذا ريد: بيراندال (بالإنجليزية: The Raid 2: Berandal)‏ ، (بالإندونيسية: Serbuan Maut 2: Berandal)‏ ((بالعربية)) هو فيلم حركة وفنون قتالية أُصدر في إندونيسيا صدر الفيلم في 28 مارس 2014. الفيلم من إخراج وكتابة جاريث إيفانز ومن بطولة أيكو أويس وعريفين بوترا وأليكس عباد وجولي إستل وتيو باكوساديوو وأوكا انتارا.وهو الجزء الثاني لفيلم ذا ريد: ريدمبشن . تعرض مشاهد القتال أسلوب القتال الإندونيسي لبنشاك سيلات.

## الممثلون والشخصيات
| الممثل         | الشخصية التي لعبها        |
| -------------- | ------------------------- |
| أيكو أويس      | راما                      |
| عريفين بوترا   | يوكو                      |
| تيو باكوساديوو | بانجون                    |
| أوكا انتارا    | ايكا                      |
| كوك سيمبرا     | بوناور                    |
| يايان روهيان   | براكوزو                   |
| جولي إستل      | أليسيا / "فتاة المطرقة" ، |
| أليكس عباد     | بيجو                      |

## روابط خارجية
- ذا ريد 2: بيراندال على موقع IMDb (الإنجليزية)
- ذا ريد 2: بيراندال على موقع ميتاكريتيك (الإنجليزية)
- ذا ريد 2: بيراندال على موقع روتن توميتوز (الإنجليزية)
- ذا ريد 2: بيراندال على موقع نتفليكس (الإنجليزية)
- ذا ريد 2: بيراندال على موقع قاعدة بيانات الأفلام العربية
- ذا ريد 2: بيراندال على موقع ألو سيني (الفرنسية)
- ذا ريد 2: بيراندال على موقع Turner Classic Movies (الإنجليزية)
- ذا ريد 2: بيراندال على موقع أول موفي (الإنجليزية)
- ذا ريد 2: بيراندال على موقع بوكس أوفيس موجو (الإنجليزية)
- ذا ريد 2: بيراندال على موقع فيلمافينيتي (الإسبانية)